# PT-109
La PT-109 fu una motosilurante da pattugliamento del tipo Elco, il cui ultimo comandante fu il sottotenente di vascello John F. Kennedy (futuro presidente degli Stati Uniti d'America) nel teatro del Pacifico della seconda guerra mondiale.
Il comportamento del giovane John F. Kennedy, che portò al salvataggio dei sopravvissuti del suo equipaggio dopo l'affondamento per speronamento della sua motosilurante da parte del cacciatorpediniere giapponese Amagiri, ne fece un eroe di guerra, contribuendo positivamente alla sua carriera politica.
Nel maggio del 2002 una spedizione della National Geographic ha trovato ciò che si crede sia il relitto del PT-109 al largo delle Isole Salomone.

## Specifiche
La PT-109 appartenne alla classe della PT 103, un centinaio delle quali furono completate fra il 1942 e il 1945 dalla Elco. Fu varata il 20 giugno 1942 e il 10 luglio dello stesso anno consegnata alla Marina statunitense, che provvide al suo equipaggiamento presso i cantieri New York Navy Yard di Brooklyn.
Le motosiluranti da pattugliamento (Patrol Torpedo boats) di questo tipo furono le più grosse utilizzate dalla Marina statunitense durante la seconda guerra mondiale. Con le loro 40 tonnellate di stazza e 20 metri di lunghezza, avevano un robusto scafo in legno, realizzato con due strati di fasciame in mogano spessi 2,5 cm. Erano dotate di tre motori a benzina Packard (uno per ogni albero d'elica) di 1 500 hp ciascuno, che potevano spingerle fino alla velocità massima di 76 km/h.
Per motivi di distribuzione dello spazio e del peso, i motori laterali avevano l'albero motore rivolto a prua, e trasmettevano il moto all'elica attraverso un inversore ad ingranaggi. Poiché l'elica centrale era più profonda, lasciava una scia più piccola ed era per questo preferita da chi manovrava la nave. Il motore centrale trasferiva il moto all'elica direttamente.
I motori erano equipaggiati con scarichi silenziati che fuoriuscivano dallo specchio di poppa per dirigere i gas di scarico sott'acqua, che dovevano essere bypassati a qualsiasi velocità che non fosse quella minima. Questi silenziatori erano utilizzati non solo per ridurre le possibilità di individuazione sonora da parte delle navi nemiche, ma anche per aumentare le possibilità da parte dell'equipaggio di avvertire l'avvicinarsi di aerei nemici, che erano raramente individuati dal ponte superiore prima che potessero sparare con le loro armi o lanciare le loro bombe.
La PT 109 poteva ospitare un equipaggio di tre ufficiali e 14 sottufficiali o marinai, con un equipaggio standard fra i 12 e i 14 uomini. A pieno carico la PT-109 dislocava 56 tonnellate.
La sua arma offensiva principale era costituita dai siluri: essa era equipaggiata con quattro tubi lanciasiluri contenenti siluri del tipo Bliss-Leavitt Mark 8, pesanti 1.429 kg cadauno e con testata esplosiva di 175 kg, fornendo alla piccola imbarcazione un'arma almeno teoricamente efficace contro navi nemiche di dimensioni maggiori.
La velocità di crociera di 67 km/h era efficace contro le navi ma a causa del rapido progresso nella tecnica navale nella costruzione degli scafi e delle difficoltà di manutenzione nelle zone più avanzate le PT americane potevano diventare troppo lente per alcuni degli incrociatori e dei cacciatorpediniere giapponesi più avanzati, e vennero così assegnate al pattugliamento nelle acque delle isole Salomone. I siluri poi erano inutilizzabili contro chiatte e bettoline a basso pescaggio, che erano il loro bersaglio più comune. Con i loro pezzi da 20 mm le PT non potevano competere contro il fuoco dei pezzi ben più grossi degli incrociatori nemici, che avevano anche una gittata ben più ampia, sebbene esse fossero efficaci contro gli attacchi aerei ed i bersagli a terra.
Poiché le motosiluranti utilizzavano come combustibile benzina avio, estremamente infiammabile, un colpo diretto al loro compartimento motori comportava talvolta la perdita totale della nave e del suo equipaggio.
Per avere la possibilità di colpire il loro obiettivo, le PT dovevano avvicinarsi fino a circa 3,2 km per lanciare i siluri, ben all'interno della portata dei cannoni degli incrociatori: a questa distanza un bersaglio poteva agevolmente manovrare per evitare di essere colpito. Le PT di solito si avvicinavano al bersaglio nell'oscurità, lanciavano i loro siluri, che talvolta rivelavano la loro posizione, e quindi fuggivano, celandosi dietro una cortina fumogena.
Talvolta la ritirata era ostacolata dagli idrovolanti imbarcati che lanciavano razzi luminosi per rendere visibili le PT nell'oscurità, attaccandole quindi con bombe e mitragliatrici. Il lancio dei siluri provocava ulteriori rischi d'individuazione: i tubi di lancio della Elco utilizzavano cariche da 76 mm di polvere nera per espellere i siluri, ma l'accensione della carica poteva talvolta incendiare il grasso di cui i siluri erano ricoperti per facilitarne l'uscita dai tubi: il risultato era che il lampo che ne veniva fuori finiva con il rivelare la posizione della PT. Gli equipaggi delle motosiluranti PT contavano sulle dimensioni ridotte delle loro navi, sulla loro velocità e manovrabilità e sull'oscurità per sopravvivere.
Davanti ai lancia-siluri, sulle PT, vi erano due bombe di profondità, spesso mancanti in gran parte delle PT, una per lato, di diametro poco diverso da quello dei siluri. Esse erano progettate come arma contro i sommergibili, ma venivano talvolta usate dai comandanti per confondere gli incrociatori, dissuadendoli dall'inseguimento.
La PT-109 aveva perduto le sue due bombe di profondità prima dell'arrivo di Kennedy, quando, durante una tempesta, un siluro era stato inavvertitamente lanciato senza prima porre in posizione il tubo di lancio. Il siluro aveva tranciato via l'intelaiatura della bomba e parte della guida inferiore.
La PT-109 aveva un cannone antiaereo da 20 mm della Oerlikon sulla parte posteriore con "109" dipinto sulla base del supporto, due torrette rotanti aperte (progettate dalla stessa azienda che produceva le automobili Tucker Torpedo) ciascuna con mitragliatrici antiaeree binate da 12.7 mm di calibro, agli angoli opposti della tolda, e un generatore di fumo a poppa. Queste mitragliatrici erano veramente efficaci contro gli attacchi aerei.
Il giorno che precedette la sua più famosa missione, l'equipaggio della PT-109 assicurò un pezzo anticarro dell'esercito al castello di prora, sostituendo una piccola zattera di salvataggio: i legni utilizzati per assicurare l'arma al ponte contribuirono a salvar loro la vita allorché li dovettero utilizzare come galleggianti.

## Al comando di John F. Kennedy

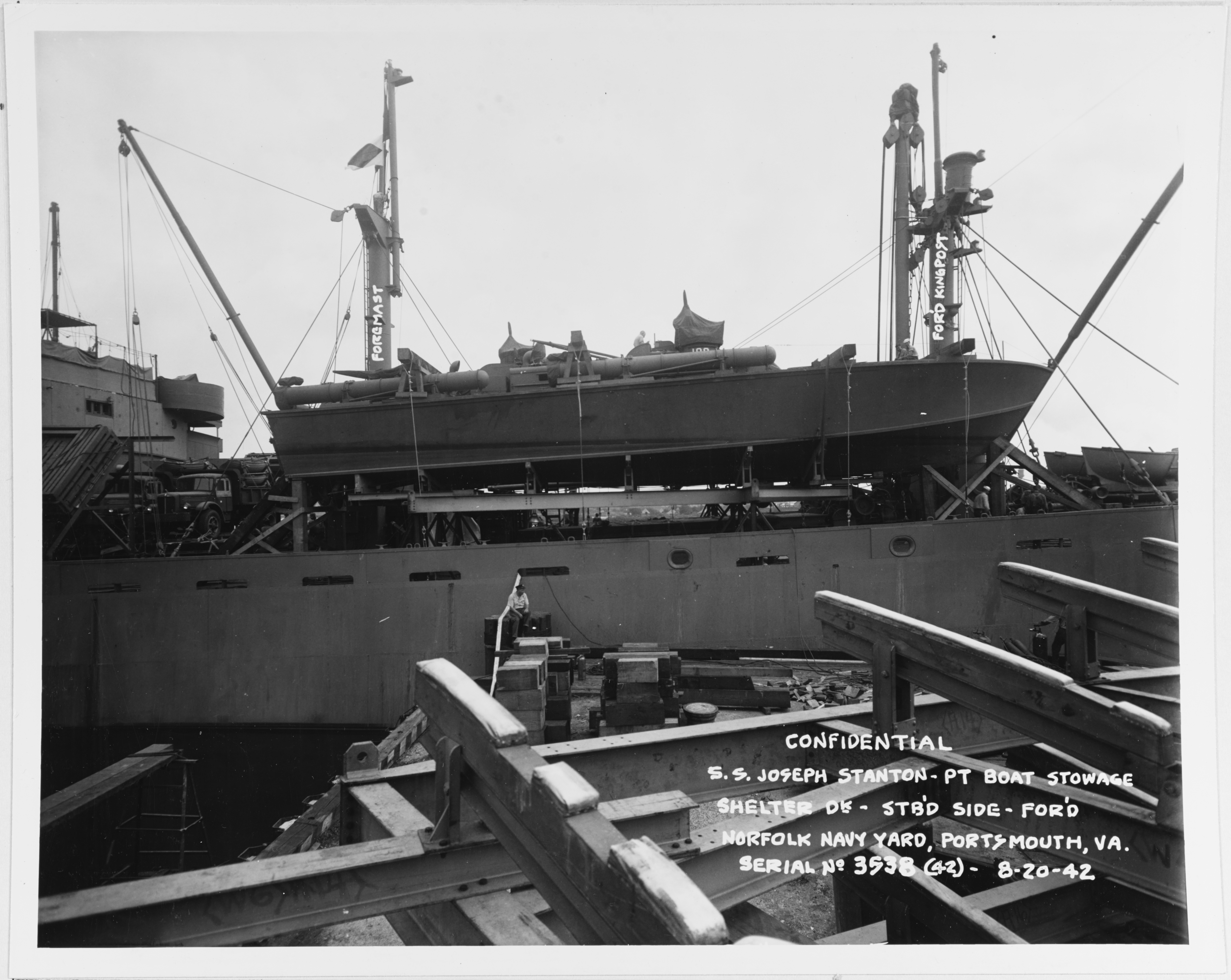
PT-109 caricata a bordo della nave classe liberty SS Joseph Stanton per il suo trasporto nel teatro di guerra del Pacifico, 20 agosto 1942.

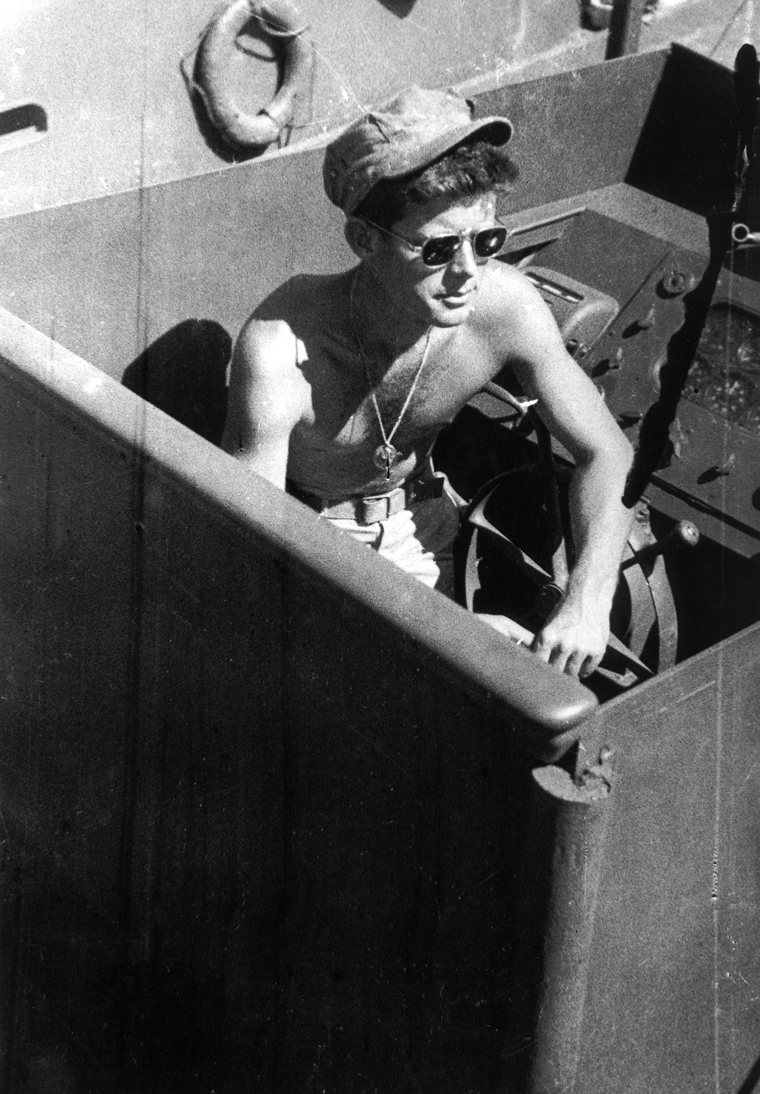
LTJG John F. Kennedy a bordo della PT-109, 1943.

Nonostante i suoi dolori alla schiena, Kennedy utilizzò l'influenza della sua famiglia per partecipare alla guerra. Egli iniziò con il grado di ensign (letteralmente "insegna", equivalente di un guardiamarina della Marina militare o di un sottotenente dell'Esercito italiano), con un lavoro sedentario presso l'Intelligence della Marina americana nell'ottobre del 1941.
Fu quindi trasferito nella Carolina del Sud nel gennaio del 1942, a causa di una sua breve relazione con la giornalista danese Inga Arvad.  Il 27 luglio 1942 Kennedy entrò nella Naval Reserve Officers Training School a Chicago.
Completato l'addestramento il 27 settembre, egli entrò come volontario nel Centro Addestramento Motosiluranti a Melville, nel Rhode Island, ove fu promosso al grado di Lieutenant, junior grade (LTJG), prima che fosse terminato il suo periodo di addestramento il 2 dicembre. Fu quindi inviato allo squadrone di addestramento, Motor Torpedo Squadron 4, per subentrare nella conduzione della motosilurante PT-109.
Nel gennaio del 1943 la PT-109 e quattro altre navi furono assegnate al Motor Torpedo Boat Squadron 14, che venne inviato a Panama. Gli alleati erano stati impegnati in una campagna di "strategia del gioco a cavalluccio" fino ad assicurarsi l'isola di Guadalcanal in una sanguinosa serie di battaglie, all'inizio del 1943.
Cercando il servizio combattente, Kennedy si trasferì il 23 febbraio 1943, in sostituzione di un ufficiale, al Motor Torpedo Boat Squadron 2, che si trovava sull'isola di Tulagi, nell'arcipelago delle Salomone. Kennedy giunse a Tulagi il 14 aprile e assunse il comando della PT-109 il 23 aprile. Il 30 maggio numerose motosiluranti, tra cui la PT-109, ricevettero l'ordine di trasferimento alle isole Russell, in preparazione all'invasione della Nuova Georgia.
Dopo la conquista dell'isola di Rendova, le operazioni delle motosiluranti PT furono spostate colà in un ancoraggio a gruppi il 16 giugno. Da questa base le motosiluranti effettuavano operazioni notturne, sia per disturbare il traffico di navi mercantili pesanti giapponesi, che rifornivano la loro guarnigione nella Nuova Georgia, sia per pattugliare gli stretti di Ferguson e di Blackett per avvisare quando le navi da guerra del "Tokyo Express" giapponese entravano negli stretti per attaccare le forze statunitensi nella zona.
Il 1º agosto la base delle motosiluranti venne fatta oggetto di un attacco aereo da parte di 18 bombardieri giapponesi: la PT-117 fu distrutta e la PT-164 affondata e due motosiluranti danneggiate dall'esplosione di quest'ultima vagarono per la baia finché si arenarono su una spiaggia senza esplodere; vi furono due morti fra gli equipaggi. Nonostante tutto ciò, la  PT-109 di Kennedy e 14 altre motosiluranti vennero inviate in missione verso nord, allo stretto di Blackett, attraverso il passaggio Ferguson, poiché un rapporto dei servizi d'informazione segnalava che cinque incrociatori nemici avrebbero fatto rotta quella notte dall'isola di Bougainville, attraverso lo stretto di Blackett, dirette a Vila, una località all'estremità dell'isola di Kolombangara.
Nell'attacco delle motosiluranti PT che seguì, 15 di loro, cariche di 60 siluri, contarono solo poche esplosioni. Comunque, dei trenta siluri lanciati dalle motosiluranti, non uno colpì il bersaglio: alcuni siluri esplosero prima del tempo o viaggiarono alla velocità errata. Le motosiluranti ricevettero quindi l'ordine di rientrare alla base, avendo esaurito i propri siluri, ma le imbarcazioni dotate di radar spararono i loro siluri per prime, per cui, quando queste si ritirarono, le rimanenti, come la PT-109, rimasero senza assistenza radar e non furono informate che altre unità avevano già impegnato in combattimento il nemico.

### La collisione con l'Amagiri
La PT-109, con le PT-162 e PT-169, ricevettero l'ordine di continuare a pattugliare la zona in caso di ritorno del nemico.
Verso le 02:00 del 2 agosto 1943, una notte senza luna, la motosilurante di Kennedy aveva spento un motore per evitare il rilevamento della scia da parte degli aerei giapponesi quando l'equipaggio si accorse di trovarsi sulla rotta del cacciatorpediniere giapponese Amagiri, che stava rientrando a Rabaul da Vila (Kolombangara) dopo aver scaricato rifornimenti e 900 soldati.
L'Amagiri stava viaggiando nello stretto di Blackett fra Kolombangara e Arundel, nelle isole Salomone, vicino al punto di coordinate 8°06′44″S 156°54′20″E a una velocità relativamente elevata, fra i 34 ed i 45 km/h, per rientrare nel porto di partenza entro l'alba. L'equipaggio della PT 109 ebbe meno di 10 secondi per incrementare la velocità dei motori: la prua del cacciatorpediniere travolse la nave americana.
Affermazioni contrastanti si ebbero riguardo al fatto che il comandante del cacciatorpediniere, capitano di corvetta Kohei Hanami, avesse o meno individuato la motosilurante e avesse manovrato per speronarla. Alcuni rapporti sostennero che il comandante giapponese non se ne fosse accorto che ad incidente avvenuto; lo storico Robert J. Donovan, che intervistò successivamente i membri dell'equipaggio giapponese, trasse la conclusione che lo speronamento della PT-109 non era stato accidentale. Danni provocati dallo scontro all'elica del cacciatorpediniere giapponese ne rallentarono poi la navigazione verso la base.
La PT-109 fu tagliata in due parti. I marinai Andrew Jackson Kirksey e Harold W. Marney rimasero uccisi e altri due membri dell'equipaggio gravemente feriti. La PT-109 fu gravemente danneggiata e i suoi compartimenti stagni riuscirono a tenere a galla solo la sua parte prodiera in un mare di fiamme. Tuttavia, considerate le dimensioni dell'esplosione e dell'incendio, che conseguirono alla collisione, le perdite di vite umane fra l'equipaggio furono relativamente modeste, se paragonate ad altri combattimenti che coinvolsero motosiluranti PT che fecero la stessa fine.
La PT-169 lanciò due siluri che mancarono il cacciatorpediniere giapponese e i siluri della PT-162 non partirono del tutto. Entrambe le motosiluranti si allontanarono dalla scena dell'azione, senza controllare se della PT-109 fosse rimasto qualche superstite.

### Superstiti
Su ciascuna delle isole maggiori dei dintorni i giapponesi avevano un loro campo, e i sopravvissuti raggiunsero quindi la piccola isola di Plum Pudding (denominata ora Isola Kennedy), a sud ovest di quella di Kolombangara; essi piazzarono lanterne, scarpe e i compagni stremati dal nuoto sulle assi utilizzate per il montaggio a bordo del cannone di prua e iniziarono a spingere insieme questi zatteroni improvvisati per muoverli. I sopravvissuti impiegarono quattro ore per giungere alla destinazione che si erano prefissi, a 5,6 km di distanza dal luogo dello scontro, che fu raggiunta senza che vi fossero stati attacchi di squali o di coccodrilli.
Kennedy, che aveva fatto parte della squadra di nuoto dell'Università di Harvard, utilizzò la cinghia di un salvagente, tenuta serrata fra i suoi denti, per trascinare il suo compagno macchinista, gravemente ustionato, Patrick McMahon. L'isola prescelta aveva un diametro di soli 90 m ed era priva sia di cibo che di acqua, e l'equipaggio doveva nascondersi dalla vista delle navi giapponesi che passavano di fronte. Kennedy nuotò per circa quattro ore ancora per raggiungere le isole Naru e Olasana, alla ricerca di cibo e soccorso; egli quindi guidò i suoi uomini su quella di Olasana, sulla quale si potevano trovare noci di cocco ed acqua potabile.

### Salvataggio
L'esplosione del 2 agosto fu vista da un coastwatcher australiano, il sottotenente Arthur Reginald Evans, che presidiava un posto segreto di osservazione sulla cima del vulcano Monte Veve, sull'isola di Kolombangara, ove nella zona pianeggiante del sudorientale era stanziata una guarnigione giapponese di oltre 10.000 effettivi militari. La Marina e il suo squadrone di motosiluranti PT celebrarono una cerimonia in memoria dell'equipaggio della PT-109, dopo aver compilato un rapporto sullo scontro delle tre PT.
Evans inviò due isolani della Salomone, Gasa e Kumana, su un cayuco (un tipo di canoa in uso da qualche migliaio di anni presso gl'indigeni della Polinesia) a cercare eventuali superstiti, dopo aver intercettato un messaggio in codice in cui si parlava della probabile perdita della PT-109. Essi avrebbero potuto evitare più facilmente le navi e gli aerei giapponesi e se fossero stati intercettati potevano essere presi per normali pescatori locali.
Kennedy e i suoi uomini sopravvissero per sei giorni, cibandosi di noci di cocco, prima di essere trovati dai loro soccorritori. Gasa e Kumana contravvennero agli ordini, fermandosi a Naru per indagare sul un relitto di un naufragio giapponese, dal quale trassero cibo e carburante. Essi dapprima fuggirono da Kennedy, il quale era per loro solo uno straniero che urlava. Sull'isola successiva essi puntarono i loro mitra Thompson sul resto dell'equipaggio, in quanto le sole persone di pelle chiara che si aspettavano di trovare erano giapponesi ed essi non avevano alcuna familiarità con nessuna delle due lingue, né con nessuno dei due popoli.
Gasa affermò successivamente: «Tutte le persone di pelle chiara sono uguali per me». Kennedy li convinse che loro erano dalla stessa parte. Le due piccole canoe non erano sufficienti per trasportare tutti i superstiti. Sebbene il libro di Donovan e il cinema abbiano descritto un Kennedy che offriva una noce di cocco con su scritto un messaggio, secondo un'intervista a National Geographic, fu Gasa che suggerì la cosa a Kumana, il quale si arrampicò su una palma da cocco per prenderne un frutto. Su di questo Kennedy incise il seguente messaggio:

NAURO ISL

COMMANDER... NATIVE KNOWS POS'IT...

HE CAN PILOT... 11 ALIVE

NEED SMALL BOAT... KENNEDY

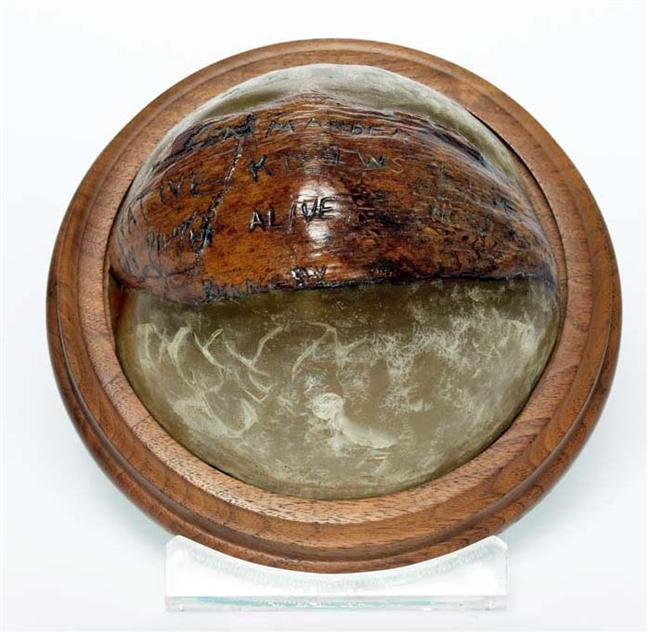
La noce di cocco con il messaggio inserita in un fermacarte.

Questo messaggio fu trasportato con grandi rischi attraverso 65 km di acque ostili, pattugliate dai giapponesi, alla più vicina base alleata sull'isola di Rendova: altri coastwatcher indigeni, che in passato erano stati individuati e catturati dai giapponesi, erano stati uccisi dopo essere stati torturati. Una canoa tornò a prendere Kennedy, per portarlo dal coastwatcher a coordinare il recupero. Infine la PT-157, al comando del tenente di vascello William Liebenow, poté giungere a recuperare i sopravvissuti.
La noce di cocco venne conservata in un involucro di vetro da Kennedy, che durante la sua Presidenza la tenne sulla sua scrivania nello Studio Ovale ed oggi è in mostra nella Biblioteca John F. Kennedy a Boston nel Massachusetts.
A questo episodio il musicista Jimmy Dean dedicò nel 1962 una canzone divenuta subito popolare, PT-109, che si collocò subito al top delle classifiche.

## La ricerca dellaPT-109
Il relitto della PT-109 fu localizzato nel maggio del 2002, quando una spedizione della National Geographic, guidata dal professor Robert Ballard trovò un tubo lanciasiluri del medesimo: il relitto corrispondeva alle descrizioni e alla localizzazione dell'affondamento presso le isole Salomone. L'imbarcazione venne identificata da Dale Ridder, esperto di armi ed esplosivi della Marina USA.
La parte poppiera non venne ritrovata, ma la ricerca, condotta con un mezzo subacqueo telecomandato trovò la parte prodiera, che era stata spostata dalle correnti marine verso sud rispetto al punto dell'affondamento. Gran parte del relitto mezzo sepolto fu lasciato sul posto, secondo la politica della Marina statunitense per questi casi. Max Kennedy, che partecipò alla spedizione con Ballard, donò un busto di JFK agli isolani che avevano trovato Kennedy e il suo equipaggio.

### Equipaggio

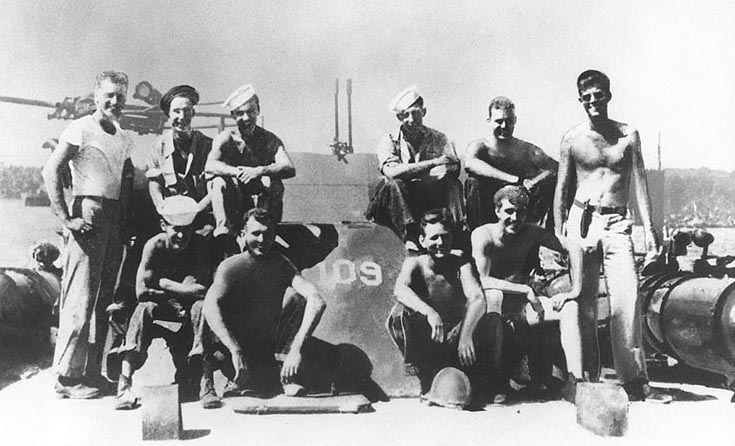
Il sottotenente Kennedy (ultimo a destra, in piedi) sulla PT 109 con il suo equipaggio (1943)

L'equipaggio della PT-109 nel corso della sua ultima missione era il seguente:
- Lieutenant, junior grade (LTJG) John F. Kennedy (Boston, Massachusetts), ufficiale comandante (CO o Skipper). Divenne il 35º presidente degli Stati Uniti d'America
- Ensign (ENS) Leonard J. Thom (Sandusky nell'Ohio), ufficiale esecutivo (exec o XO)
- Ensign (ENS) George H. R. "Barney" Ross (Highland Park, nell'Illinois); a bordo come osservatore dopo aver perso la sua imbarcazione, cercò di azionare il pezzo da 37 mm, ma soffriva di cecità notturna
- Marinaio di 2ª classe Raymond Albert (Akron, Ohio) morto in combattimento (Killed in action) l'8 ottobre 1943[18]
- Fuciliere di 3ª classe (GM3) Charles A. "Bucky" Harris (Watertown, Massachusetts)
- Motorista di 2ª classe (MM2) William Johnston (Dorchester, Massachusetts)
- Addetto ai siluri di 2ª classe (TM2) Andrew Jackson Kirksey (Reynolds, Georgia) (ucciso nella collisione, dato per disperso secondo National Geographic)[19]
- Marconista di 2ª classe (RM2) John E. Maguire (Dobbs Ferry, New York)
- Motorista di 2ª classe (MM2) Harold William Marney (Springfield, Massachusetts) (ucciso nella collisione mentre operava sulla torretta, vicino al punto d'impatto[20])
- Quartiermastro di 3ª classe (QM3) Edman Edgar Mauer (St. Louis, Missouri)
- Motorista di 1ª classe (MM1) Patrick H. "Pappy" McMahon (Wyanet, Illinois) unico uomo nella sala motori durante la collisione, fu gravemente ustionato ma guarì dalle sue ferite. È il solo membro dell'equipaggio, oltre a Kennedy, a essere citato nella canzone sulla PT-109
- Addetto ai siluri di 2ª classe (TM2) Ray L. Starkey (Garden Grove, California)
- Motorista di 1ª classe (MM1) Gerard E. Zinser (Belleville, Illinois) (erroneamente chiamato "Gerald" in molte pubblicazioni)

### I sopravvissuti
Gerard Zinser, ufficiale della marina mercantile in pensione ed ultimo sopravvissuto della PT-109, è morto in Florida nel 2001. Entrambi gli isolani delle Salomone, Biuki Gasa ed Eroni Kumana erano ancora vivi al momento in cui ricevettero la visita di National Geographic nel 2002. Ad entrambi la famiglia Kennedy fece un regalo. Biuki Gasa morì nell'agosto del 2005.
Secondo la rivista Time Pacific, Gasa e Kumana erano stati invitati alla cerimonia di insediamento di Kennedy, ma le autorità dell'isola li ingannarono, consegnando i loro biglietti di viaggio a funzionari locali. Gasa e Kumana ebbero un po' di notorietà solo dopo essere stati identificati da National Geographic; nel 2007 l'ufficiale comandante della USS Peleliu, capitano Ed Rhoades, consegnò ad Eroni Kumana i regali, compresa una bandiera degli Stati Uniti d'America, per il suo comportamento di oltre 60 anni prima.
Nel 2008 Mark Roche visitò Kumana e discussero sull'evento della PT 109. Kumana fece l'esploratore per i coastwatchers per tutta la guerra, e oltre a recuperare l'equipaggio della PT 109 salvò anche due piloti americani che si erano paracadutati in mare. Kumana disse che Kennedy gli fece visita più volte dopo il recupero, portando sempre dei ninnoli da scambiare. Per quanto riguarda l'invito di Kennedy alla cerimonia d'insediamento, Kumana disse che lui e Gasa si recarono all'aeroporto di Honiara, ma vennero rimandati indietro dai funzionari delle isole Salomone con la motivazione che la loro comparsa sarebbe stata imbarazzante. Kumana vive sulla cima di una scogliera con la sua molto numerosa famiglia ed è molto orgoglioso del busto del presidente Kennedy, donatogli dalla famiglia dell'ex Presidente. Kumana diede a Roche un prezioso cimelio di famiglia, da porre sulla tomba del presidente Kennedy, cosa che Roche fece nel novembre del 2008 nel corso di una cerimonia privata. Il manufatto venne quindi portato nella Biblioteca Kennedy, ov'è conservato insieme alla noce di cocco con il messaggio di richiesta di soccorso.

## Nella cultura di massa
In ricordo di questo avvenimento sono stati realizzati:
- il film PT 109 - Posto di combattimento!  (1963), diretto da Leslie H. Martinson, con l'attore Cliff Robertson nel ruolo del giovane sottotenente di vascello John F. Kennedy
- la canzone PT-109, di Jimmy Dean, che nel 1962 raggiunse l'ottavo posto nella classifica di pop music e il terzo in quella country di Billboard e fu uno dei maggiori successi di Dean
- l'isola di Plum Pudding venne rinominata isola Kennedy[24]. Una controversia ebbe luogo allorché il governo vendette l'isola a un privato investitore, che impose il pagamento di un biglietto ai turisti che volevano visitarla.
- il film del 1958 South Pacific precedette il PT-109 come dramma sui marinai che combatterono nella zona del Pacifico meridionale durante la seconda guerra mondiale.
- la PT-109 è stato anche soggetto di vari set di modellismo navale in plastica.